# 향토
향토(鄕土)는 인간이 태어나서 자라온 생활 터전으로 고향(故鄕)을 의미한다. 그러나 보다 넓은 뜻으로는 자신의 출생지나 현주소와 관련된 지역 사회를 말한다. 향토는 촌락과 도시로 크게 구분된다. ‘촌락’은 주로 혈연적 관계와 이웃 마을이라는 단순한 지연적 관계로 맺어진 지역 사회이며, 농업·임업·어업·광업 등 이웃과 같거나 비슷한 일을 하면서 생활한다. 이에 대해 ‘도시’는 혈연이나 지연과는 관계 없이 모여사는 지역 사회로, 같은 곳에 살면서도 서로 다른 일에 종사하며, 생활하는 지역의 범위도 다르다.이와 같이 향토는 곳에 따라 서로 다른 생활 환경으로 각기 특색 있는 지역 사회를 이룬다. 향토의 범위는 보통 행정 구역에 따라서 정해지며, 향토와 더불어 큰 지역 사회를 이룬다. 이들 향토간에 문화적·경제적 교류를 진행시키면서 서로 협력하는 과정에서 사회의 한 부분을 이루게 된다.

## 향토의 발전
인류의 역사는 향토 발전의 역사로, 세계의 일부분인 우리나라의 향토 또한 마찬가지이다. 향토의 발전은 자연적 발전과 조건적 발전으로 구분할 수 있다.

### 자연적 발전
특별한 조건 없이 자연 발생적으로 인구가 증가하고 주택이 늘어나는가 하면, 도로의 발달로 생활여건이 향상되는 등 자연적으로 발전하는 것을 말한다. 과학이 발달하고 문화가 향상되면 생활이 윤택해지면서 그 고장 또한 발전하게 된다. 아울러 산업의 구조가 근대화되고, 교통·통신 등의 발달로 농·어촌과 도시의 지역적인 격차가 줄어드는 것도 자연적인 발전으로 볼 수 있다.

### 조건적 발전
새로운 광산의 발견, 관광지의 개발 사업 등으로 촌락이 발전하게 되는 경우가 있다. 또 공업 단지·개발 지구 조성·도시 계획 등으로 한 지역이 급속히 발전하는 경우도 있다. 이와 같이 사회 환경의 변화, 즉 문화·정치·경제·산업·교통 등의 변화에 따라 발전하는 것을 조건적 발전이라고 한다. 그러나 사회 환경의 변화로 항상 발전하는 것은 아니다. 옛 도읍지였던 신라의 경주, 백제의 부여, 고려의 개성 등과 같이 사회 환경의 변화로 한 지역 사회가 쇠퇴하거나 때로는 완전히 폐허가 되는 경우도 있다.

## 향토의 위치와 변화
향토의 위치는 경도와 위도로 나타내는 수리적 위치와 산지·하천·평야·해안 등이 나타나는 지리적 위치, 동·서·남·북 사방의 지역에 따라 위치를 나타내는 관계적 위치 등으로 나타낼 수 있다. 특히 지리적 위치는 교통적 위치라고도 하는데, 토지 이용·농업 경영·산업 발달 등에 큰 영향을 미친다. 향토의 위치를 알고자 할 경우 그 고장이 어느 지방에 속해 있고, 어느 지역에 위치하는지를 조사해야 한다.향토의 모습은 오랜 역사를 거치는 사이에 이루어진 것이다. 따라서, 오랜 세월 동안에 행정 구역이 변하기도 하였고, 이름이 바뀌어 불리기도 하였다. 또, 행정 구역의 변화와 함께 향토의 옛 중심지가 쇠퇴하기도 하고, 새로운 중심지가 나타나기도 하였다. 이에 따라 인구 분포에 변화가 나타났는가 하면, 새로운 산업이 발달하고 도로·철도가 건설되기도 한다.

## 자연 환경과 생활
향토의 자연 환경은 기후·지형·육수(하천·호수·지하수 등)·바다 등 여러 가지 자연 조건으로 구성된다. 인류는 주어진 자연 환경에 따라 여러 가지 생활 양식을 갖게 된다. 여기에서 비슷하거나 같은 생활 양식을 중심으로 일정한 지역에 모여 사는 곳을 ‘취락(聚落)’이라고 하는데, 취락은 발전하여 촌락을 구성하고 더 발전하면 도시를 이룬다. 향토는 인류의 생활이 나아지고 문화가 발전함에 따라 그 범위가 커졌으며, 여기에서 주민들은 주어진 자연 환경을 바탕으로 갖가지 생업을 갖게 되었다.

## 평야 지역의 생활
낮고 평탄한 지형을 이루는 곳을 평야라 하는데, 우리나라의 서부와 남부 해안에는 큰 강의 하류 지역에 넓은 평야가 형성되어 교통기관이 발달하였다. 평야 지역에서는 사람들이 농사를 지으면서 살아오던 중 상공업이 성행하여 도시로 발전하기도 하였다. 우리나라 평야 지대의 농촌은 일반적으로 북쪽의 낮은 산을 등지고 논과 강을 바라보는 곳에 자리잡은 경우가 많다. 북쪽의 산은 겨울철의 거센 바람을 막아주며, 남향의 산기슭은 햇볕을 잘 받아 따뜻하게 해준다. 그리고 강물이나 시냇물은 농사를 짓는 데 꼭 필요하다. 평야 지역의 농촌에서는 물을 대기 쉬우면 논으로 이용하며, 홍수 때 물에 잠기던 곳을 둑으로 막고 수문을 만들기도 한다.또한 바닷물을 막아 물을 빼내고 논으로 만드는가 하면 경사진 곳은 층층이 논두렁을 쌓아 논밭으로 개간하기도 하며, 둑을 쌓아 저수지를 마련하기도 한다. 우리나라의 대표적인 곡창지대는 만경강 유역의 호남평야와 낙동강 유역의 김해평야로서 갈수록 현대화가 추진, 발전되고 있다. 또한 물이 많지 않은 곳에는 밭을 일구어 보리·감자·옥수수 등 작물과 배추·무 등 채소를 재배한다.

## 산지 지역의 생활
한국은 전체 국토의 70%가 산지로서, 다른 지역에 비해 지대가 높고 교통이 불편하다. 그러나 최근 들어 차츰 교통이 편리해짐에 따라 산지 지역의 생활도 크게 바뀌고 있다. 산지 지역에서는 광물 자원을 개발하고, 강이 흐르는 계곡에는 댐을 만들어 수력 자원을 이용하기도 한다. 또한 산기슭에는 목초지를 만들어 대규모 목축업을 경영하고, 경치가 좋은 곳은 관광지로 이용하기도 한다. 산비탈 지역에서는 감자·옥수수·조·콩 등을 주로 경작하며, 고원 지대에서는 여름에 시원한 기후를 이용하여 고랭지 채소를 재배한다. 그런가 하면 계단식으로 논을 일궈 벼농사를 짓기도 한다.산지가 대부분인 강원도 지역에는 광물 자원을 채굴하기 위한 광산이 자리잡고 있는 곳이 많았다. 그러나 최근에는 연료로 연탄보다 석유·가스가 일반화되면서 폐광되는 곳이 늘어나 광산촌이 점차 쇠퇴하고 있다. 한편 강릉·속초 등 자연 경관이 빼어난 곳은 관광지로 개발되어 관광객 유치에 크게 성공하고 있다. 임산자원은 산지 주민들의 생활과 큰 관련이 있는데, 각종 목재를 이용하기 위해 천연림을 벌채하고, 밤·은행·호두·산나물·버섯 등을 재배 또는 채취하기도 한다.

## 해안 지역의 생활
3면이 바다로 둘러싸인 한국은 섬이 많아 바다와 깊은 관련을 맺고 생활하는 곳이기 때문에 주로 수산업을 하며, 농업을 겸하는 해안 지역이나 섬 지역도 있다. 조개·김·미역 등을 양식하는 한편 성어기가 아닌 시기에는 논밭에서 농사를 짓는데, 이를 반농반어(半農半漁)라고 한다.수산업이 발달한 주요 항구나 어촌에서는 관련 산업도 함께 발달하여 각종 수산물을 가공하는 수산 가공업이나, 조선소·어선 수리소, 그리고 고기잡이에 필요한 여러 가지 도구들을 파는 어구상(漁具商) 등이 성행하기도 한다. 항구 도시나 어촌은 바다가 깊고 해안선의 굴곡이 심해서 큰 배가 자유자재로 드나들 수 있고 거센 파도를 자연스럽게 막아 낼 수 있다. 또한 간석지가 발달된 곳에서는 조개류 등을 양식하거나 염전을 만들고, 간척지를 조성하기도 한다. 백사장이 넓게 발달되어 있거나 경치가 좋은 해안은 해수욕장으로 개발되며, 육지와 가까운 곳에서는 섬과의 사이에 연육교(連陸橋)라는 다리를 놓아 왕래하기 쉽게 만들고, 이를 이용하여 관광지로 개발하기도 한다.동해안 지방은 물이 맑고 백사장이 많을 뿐만 아니라, 해안의 기묘한 절벽(단애) 등 경치가 아름다운 곳이 많다. 남해안 지방은 굴곡이 심한 리아스식 해안으로, 섬이 많아 다도해를 이루며, 굴·김·물고기 등 여러 가지 수산물을 양식하는 데 적합하다.서해안 지방은 큰 강이 흘러들어가면서 넓은 유역 평야를 이루어 농업에 종사하는 사람들이 많다. 또한 대륙붕의 발달로 물고기의 먹이인 플랑크톤이 풍부하고, 섬이 많아 천연적인 산란장이 이루어져 수산업이 발달하고 있다.

## 향토의 문화재
문화재란 우리의 조상들이 이룩해 놓은 문화적 유물·유적으로, 이들의 내력이나 특성을 살펴보면 향토의 생활과 역사의 변화를 알 수 있다. 문화재는 유형문화재, 무형문화재, 민속자료, 기념물 등으로 구분할 수 있다. ‘유형문화재’란 옛 궁궐과 누각, 성벽과 성문, 향교·서원·비석·절·불상·탑·종·조각·생활 용품 등의 형태가 있는 것을 말한다. 그리고 그 가치가 어느 정도인가에 따라 국보·보물·사적·지방문화재 등으로 나뉘게 된다.‘무형문화재’는 고유한 음악·무용·연극·공예 기술 등 형태가 없는 기능을 말하며, 무형문화재의 기능을 갖고 있는 사람은 인간문화재로 지정하고 있다. ‘민속자료’는 풍습·관습·의식주 및 그것에 사용되었던 물건들, 즉 장승·옛 가옥·떡살·성황당 등이 이에 속한다. ‘기념물’은 역사상·학술상 가치가 있는 것으로 고분·성터·천연기념물 등이 그 대표적인 것들이다. 우리의 역사 가운데 살아 숨쉬는 것이 바로 조상들이 남긴 문화적 유산이다. 석굴암·불국사·첨성대 등 찬란한 신라 문화, 고려 시대의 청자·팔만대장경 등과 조선 시대의 우수한 문화 유산에서 우리는 조상의 얼과 슬기, 그리고 살아 있는 숨결까지도 느낄 수 있다. 이 밖에 우리 향토의 고유한 전통과 풍습, 의상 등도 좋은 문화재이다. 또한 전통적인 민속놀이 등을 발굴하여 익히는 것도 중요한 일이다.

### 향토유적
- 청주시의 향토유적
- 부여군의 향토문화유산
- 고양시의 향토문화재
- 용인시의 향토문화재
- 화순군의 향토문화유산
- 포천시의 향토유적
- 강진군의 향토문화유산
- 영동군의 향토유적
- 신안군의 향토유적
- 양평군의 향토유적
- 안성시의 향토유적
- 파주시의 향토문화유산
- 해남군의 향토문화유산
- 구례군의 향토문화유산
- 진안군의 향토문화유산
- 화성시의 향토문화재
- 진도군의 향토문화유산
- 안산시의 향토유적
- 강화군의 향토유적
- 음성군의 향토문화유적
- 수원시의 향토유적
- 청송군의 문화유산
- 목포시의 문화유산
- 이천시의 향토유적
- 담양군의 향토문화유산
- 연천군의 향토문화재
- 의정부시의 향토문화재
- 장수군의 향토문화유산
- 여주시의 향토유적
- 금산군의 향토유적
- 광주시의 향토문화유산
- 성남시의 향토문화재
- 증평군의 향토유적
- 시흥시의 향토유적
- 양주시의 향토유적
- 가평군의 향토문화재
- 동두천시의 향토문화재
- 익산시의 향토유적
- 김포시의 향토유적
- 청양군의 향토유적
- 무안군의 향토문화유산
- 포항시의 향토문화유산
- 광양시의 향토문화유산
- 정읍시의 향토문화유산
- 하남시의 향토유적
- 원주시의 향토문화유산
- 남양주시의 향토유적
- 평택시의 향토문화재
- 안양시의 향토문화재
- 고창군의 향토문화유산
- 임실군의 향토문화유산
- 부천시의 향토문화재
- 광명시의 향토문화유산
- 전주시의 향토문화유산
- 당진시의 향토유적
- 과천시의 향토유적
- 옥천군의 향토유적
- 충주시의 향토유적
- 춘천시의 향토문화유산
- 여수시의 문화유산
- 의왕시의 향토유적
- 서울 성동구의 향토유적
- 서산시의 향토유적
- 군포시의 향토유적
- 예산군의 향토유적
- 오산시의 향토유적
- 보은군의 향토유적
- 태안군의 향토유적
- 단양군의 향토유적
- 남해군의 향토유적
- 구리시의 향토유적
- 진천군의 향토유적

### 문화재의 보전
우리의 귀중한 문화 유산이 외국으로 유출되는 것을 방지하기 위하여, 국보나 보물을 지정하여 보호하고 있다. 주변을 둘러보면 역사적 가치가 높은 유산들이 많은데, 우리는 이제껏 알려지지 않은 문화 유산을 발견해 내어 서로 아끼고 보전하는 데 노력해야 한다. 그러기 위해서는 문화에 대하여 정확하게 이해하고 문화재에 대해서도 관심을 기울여야 한다.

## 향토 조사
향토를 조사하려면 무엇보다 지도나 통계, 향토에 관하여 쓴 책 등을 갖추어야 한다. 지도를 통하여 향토의 지형이나 토지 이용, 취락, 산업, 교통 등에 대하여 대략 알아본 다음 여러 가지 통계나 자료를 모아 정리하여 표나 그래프를 만든다. 이렇게 함으로써 이제까지 무심코 보아 넘겨 왔던 향토의 모습이 구체적으로 정리될 수 있다. 물론 지도나 통계, 자료 등은 전에 누군가가 조사하여 만들어 놓은 것으로, 현재와는 다른 점이 있을지도 모른다. 그러므로 스스로 현장에 나가 보고, 직접 듣고, 확인하고, 또 부족한 통계나 자료는 서로 협력하여 만들어 보는 것이 중요한 것이다.

## 향토의 개발
보다 나은 향토로 가꾸려면 먼저 향토를 개발해야 한다. 계획성 없고 획일적인 개발은 향토의 자연 환경을 파괴할 우려가 크다. 우리나라는 그 동안 산업화를 이루어 오면서 환경 오염과 지역 간의 불균형 등 여러 가지 문제를 낳게 되었다. 따라서 먼저 향토의 자연 환경과 사회 환경을 주도면밀하게 조사한 다음 종합적으로 향토 개발 계획을 세워야 한다. 고장에 알맞은 개발 사업으로는 촌락 지역에서의 취락 구조 개선·농토 확장·경지 정리 등과, 도시 지역에서의 도심 재개발·도로 확장·공업 단지 조성 등이 있다.

## 향토의 환경 보전
환경 오염을 막으려면 생태계의 균형을 유지할 수 있도록 자연 환경을 보존하는 일이 무엇보다 중요하다. 한편 자연 재해도 예방해야 하며, 수해·가뭄을 극복할 수 있는 환경을 조성하는 것이 급선무이다. 따라서 수해·가뭄 등의 자연 재해에 대한 대비책으로 산에 나무를 심고 이를 잘 가꾸어야 하며, 다목적 댐이나 방파제를 건설하여 가뭄에 대비하는 일에도 힘을 기울여야 한다. 다른 한편으로는 환경 오염 방지에도 노력을 기울여야 한다. 즉 하천이 오염되지 않도록 공장 폐수·생활 하수 등을 함부로 흘려 보내지 말고, 화학비료와 농약을 지나치게 사용하지 말며, 퇴비를 증산하여 토양 개량에 노력해야 한다. 인구가 집결되어 있는 대도시에는 하수 처리장을 설치하고 공장 지대에는 폐수 처리장을 설치하여 관개 용수와 바닷물을 오염시키는 일이 없어야 한다. 기업체에서도 환경의 질을 향상시키는 데 노력하는 한편 정부나 각종 기관·단체에서도 환경 보존 정책을 우선적으로 세워 우리의 자연 환경을 지켜나가야 할 것이다.